# Katy Kurtzman
Katy Kurtzman (* 16. September 1965 in Washington, D.C.) ist eine US-amerikanische Schauspielerin.
Schon als 12-Jährige begann sie 1977 ihre Schauspielkarriere in einer Gastrolle der US-Serie Unsere kleine Farm. Zudem war sie die Heidi in der Neuverfilmung Die neuen Abenteuer von Heidi (Original: The New Adventures of Heidi) von 1978. Es folgten weitere Auftritte in verschiedenen Serien, wie Love Boat und Trapper John, M.D. International bekannt wurde sie 1981 in Der Denver-Clan als Lindsay Blaisdel. Sie war mehrmals für den Young Artist Award nominiert. Ihre letzten Auftritte waren Gastrollen im Jahr 2004 in der Serie Strong Medicine: Zwei Ärztinnen wie Feuer und Eis, 2010 im Film Hide sowie 2013 in der Serie Grey's Anatomy.
Katy Kurtzman war mit dem Kameramann Scott E. Steele verheiratet.

## Filmografie
- Unsere kleine Farm (1977 und 1978)
- Mulligan's Stew (1977)
- Fantasy Island (1978)
- Erwachendes Land, Originaltitel: The Awakening Land (1978)
- Wer den ersten Stein wirft, Originaltitel: When Every Day Was the Fourth of July (1978)
- Child of Glass (1978)
- Abenteuer von Key West, Originaltitel: Hunters of the Reef (1978)
- Die neuen Abenteuer von Heidi, Originaltitel: The New Adventures of Heidi (1978)
- Ein langer Weg zurück, Originaltitel: Long Journey Back (1978)
- Kaz & Co., Originaltitel: Kaz and the Kid (1978)
- Donovan's Kid (1979)
- Sex and the Single Parent (1979)
- Diary of a Teenage Hitchhiker (1979)
- Hawaii Five-0 (1979)
- Der Denver-Clan (1981)
- God, Sex & Apple Pie (1998)
- Eine Nacht in L.A., Originaltitel: Out in Fifty (1999)
- The Pool Boy (2001)
- Strong Medicine (2004)
- Hide (2010)
- Grey's Anatomy (2013)